# Липники (Яворівський район)
Ли́пники — село в Україні, у Яворівському районі Львівської області. Орган місцевого самоврядування - Мостиська міська громада.

## Історія
Село Липники згадується, принаймні, у XV столітті.
З 1991 року село Липники в складі незалежної України.

## Храми
Тривалий час місцеві римо-католики належали до парафії у Раденичах Мостиського деканату Перемишльської дієцезії. На початку ХХ ст. у селі збудували та 1909 року освятили неоготичний мурований костел, а 1910 року — придбали 4 дзвони. У 1913 р. тут проживали 9 сотень вірних, які обслуговувались раденицьким парохом о. Вінцентом Збегневичем та вікарієм о. Йоаном Тарнковським. У 1914 р. у Липниках утворено парафіяльну експозитуру, яка 1925 року стала парафією у складі Мостиського деканату. У 1933 р. парохом був о. Йоан Кордечка, під душпастирською опікою якого перебували 8 сотень липниківських вірних.
Перша світова війна не завдала пошкоджень липниківській святині, за винятком конфіскації одного із дзвонів. 1916 року завдяки старанням о. Владислава Нагайського виконано розпис внутрішньої частини храму. У 1927 році костел оточили новою огорожею та приступили до його ремонту, а 1932 року було придбано 4 нові дзвони.
У 1945 році виїхали до Польщі значна частина вірних та парох о. Владислав Ожеховський, проте Служби Божі у костелі тривали до 1947 року завдяки священикам, які доїжджали із Мостиськ. Після закриття липниківський храм використовували як складське приміщення. У 1989 р. святиню повернули римсько-католицькій громаді, а 1991 року було проведено її ґрунтовний ремонт.
У сучасному костелі збереглись усі 3 вівтарі: головний зі скульптуркою Пресвятого Серця Ісуса в центрі і скульптурами свв. Петра і Павла з боків, та бічні — лівий з образом св. Йосипа з Дитятком (втрачену стару ікону замінили новою) і правий з образом Матері Божої з Дитятком (копія фрагменту Сикстинської Мадонни Рафаеля). Поблизу храму розташована дерев'яна дзвіниця у формі квадрата, вкрита бляхою.
Окрім костелу, у селі є православна церква Покладення ризи Пресвятої Богородиці місцевої громади ПЦУ.

## Населення
За даними перепису 2001 року населення села становило 580 осіб, з них 58,62 % зазначили рідною українську мову, а 41,38 % — польську.